# Heth Ridge
Heth Ridge ist ein 5 km langer Gebirgskamm im Norden des antarktischen Viktorialands. In den Wilson Hills ragt er 6 km südlich der Hornblende Bluffs und nahe dem Kopfende des Suworow-Gletschers auf.
Der United States Geological Survey kartierte ihn anhand eigener Vermessungen und mittels Luftaufnahmen der United States Navy aus den Jahren von 1960 bis 1963. Das Advisory Committee on Antarctic Names benannte ihn 1970 nach Samuel R. Heth, Biologe des United States Antarctic Research Program auf der Hallett-Station zwischen 1968 und 1969.